# Compute!
Compute!, a menudo estilizado como COMPUTE!, fue una revista estadounidense de informática hogareña que se publicó entre 1979 y 1994. Sus orígenes se remontan a 1978 en PET Gazette de Len Lindsay, una de las primeras revistas para la computadora Commodore PET. En su apogeo de los años 80, Compute! cubrió todas las plataformas principales, y se lanzaron varios spin-offs de una sola plataforma de la revista. El más exitoso de ellos fue Compute!'s Gazette, que atiende a los usuarios de computadoras VIC-20 y Commodore 64. 

## Historia
El objetivo original de Compute! era escribir y publicar programas para todos los equipos que utilizan alguna versión de la CPU MOS 6502 CPU. Comenzó en 1979 con el Commodore PET, VIC-20, Atari 400/800, Apple II+ y algunas computadoras basadas en 6502 que se pueden construir a partir de kits, como el Rockwell AIM 65, el MOS KIM-1, y otros de compañías como Ohio Scientific. El soporte para las computadoras del kit y el Commodore PET finalmente se abandonaron. Las plataformas que se convirtieron en pilares de la revista fueron Commodore 64, VIC-20, la familia Atari de 8 bits, TI-99/4A y Apple II. Más tarde, el foco de la plataforma 6502 se abandonó y se agregaron a su línea IBM PC, Atari ST y las computadoras Amiga. También publicó una exitosa línea de libros de computadora, muchos de los cuales consistieron en compilaciones de artículos de la revista. 
ABC Publishing adquirió Compute! Publications en mayo de 1983 por US$18 millones en existencias, y aumentó la circulación de la revista de 200,000 a 420,000 para fin de año. Compute!'s Gazette, para computadoras Commodore, comenzó a ser publicado ese año. Compute! afirmó en 1983 que publicó más programas tipados "en cada número que cualquier revista de la industria". Un problema típico incluiría un programa a gran escala para una de las plataformas cubiertas, con programas más pequeños para una o más plataformas que completan el resto de los tipos de entradas del problema. La mayoría de las computadoras personales de la época venían con alguna versión del lenguaje de programación BASIC. También se publicaron programas de código de máquina, generalmente para videojuegos simples enumerados en las declaraciones de DATOS BÁSICOS como números hexadecimales que podrían introducirse en la memoria de una computadora hogareña mediante un cargador 'stub' al comienzo del programa. Los listados de lenguaje de máquina se pueden ingresar con un programa provisto en cada edición llamado MLX (disponible para hardware Apple II, Atari y Commodore, y escrito en BASIC). Las primeras versiones de MLX aceptaban la entrada en decimal, pero luego se cambió al formato hexadecimal más compacto. Se destacó especialmente para software como el procesador de texto multiplataforma SpeedScript, la hoja de cálculo SpeedCalc y el juego Laser Chess. 
Los editores de la revista incluyeron a Robert Lock, Richard Mansfield, Charles Brannon y Tom R. Halfhill. Los columnistas destacados incluyeron a Jim Butterfield, el educador Fred D'Ignazio y el autor de ciencia ficción Orson Scott Card.
En la edición de mayo de 1988, la revista fue rediseñada y se eliminaron las listas de programas tipados, igual que el soporte para las computadoras Atari de 8 bits. En 1990 Compute! estuvo fuera de publicación durante varios meses cuando se vendió a General Media, editoriales en la época de las revistas Omni y Penthouse, en mayo de ese año. General Media cambió el título de la revista a COMPUTE, sin el signo de exclamación, y el diseño de la portada se cambió para parecerse al de la revista OMNI. Ziff Davis compró los activos de Compute!, Incluida su lista de suscriptores, en 1994. General Media había cesado su publicación antes de la venta. [cita requerida]

## Exempleados
Len Lindsay: Lindsay fundó el Grupo de usuarios COMAL, que promovió el lenguaje de programación COMAL en América del Norte. 
Robert Lock: después de Compute! Publications, Lock comenzó otra compañía, Signal Research, que fue una de las primeras en publicar revistas y libros sobre juegos de computadora. Entre la revista más grande publicada por Signal Research estaba Game Players, una revista dedicada a los juegos de Nintendo, PC y Sega. También escribió el libro The Traditional Potters of Seagrove, Carolina del Norte en 1994, y comenzó Southern Arts Journal, una revista trimestral con ensayos, ficción y poesía sobre todas las cosas del sur, en 2005, pero dejó de publicarse después de solo cuatro números al año siguiente.
Richard Mansfield: Mansfield ha escrito muchos libros, principalmente sobre tecnologías de Microsoft, incluido Visual Basic .NET All in One Desk Reference para Dummies, Visual Basic. NET Power Tools, Office 2003 Application Development All-in-One Desk Reference para Dummies, Visual Basic 2005 Express Edition para Dummies y CSS Web Design para Dummies . También escribe piezas ocasionales para DevX.com. Creó mucha controversia con un artículo que escribió allí llamado POO es mucho mejor en teoría que en práctica.[cita requerida]
Tom R. Halfhill: Halfhill se convirtió en editor senior en Byte. Actualmente es analista de tecnología en The Linley Group y editor senior de Microprocessor Report.
David D. Thornburg: Thornburg ha continuado trabajando en el campo de la tecnología educativa y está involucrado en proyectos tanto en los Estados Unidos como en Brasil.
Charles G. Brannon: Se mudó al Área de la Bahía de San Francisco para trabajar como Gerente de Proyecto para Epyx, antes de regresar a Greensboro y trabajar para la empresa mayorista de seguros de su padre, Grupo US, como Gerente de Tecnología de la Información. Se retiró a partir de 2016.